# ويليام غينز
ويليام غينز (بالإنجليزية: William Gaines)‏ هو لاعب كرة قدم أمريكية أمريكي، ولد في 20 يونيو 1971 في جاكسون في الولايات المتحدة.

## وصلات خارجية
- ويليام غينز على موقع مرجع كرة القدم المحترفة.كوم (الإنجليزية)